# Deutsche Vulkanstraße

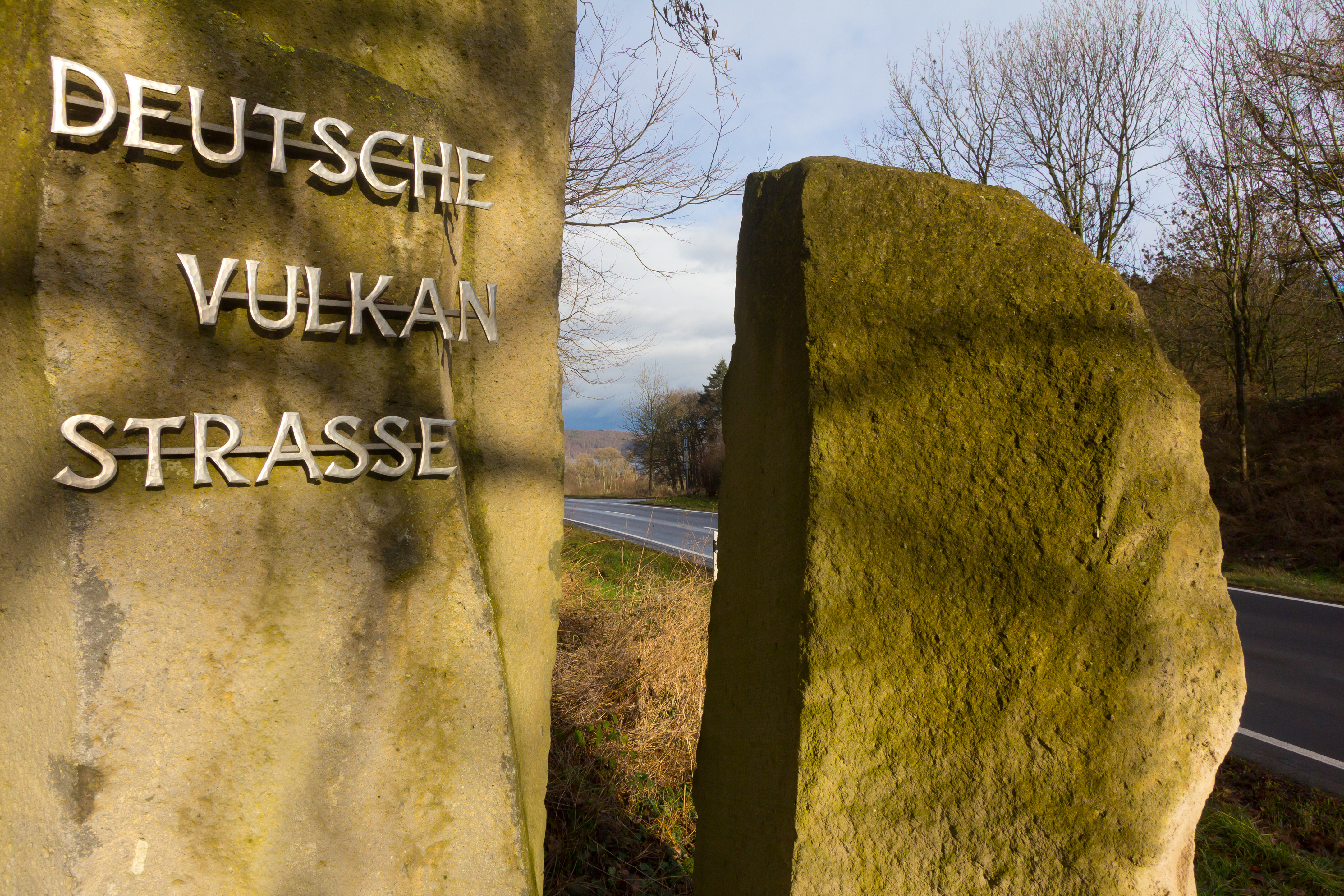

De Deutsche Vulkanstraße is een toeristische autoroute in Duitsland. De 280 kilometer lange bewegwijzerde route loopt door de Eifel langs 39 vulkanische verschijnselen (maaren, kraters,...). De route werd gecreëerd in 2008.